# Денні Лоренц
Денні Лоренц (англ. Danny Lorenz; 12 грудня 1969, Мюррейвіль, Британська Колумбія, Канада) — канадський хокеїст, воротар.

## Життєпис
Вихованець клубу «Бернабі Гокс», продовжив у клубі ЗХЛ «Сієтл Тандербердс». У драфті НХЛ 1988 був обраний під 58-им номером у третьому раунді клубом Нью-Йорк Айлендерс.
Виступав за різні клуби нижчих північноамериканських ліг: «Кепітал Дістрікт Айлендерс», «Спрингфілд Індіанз», «Солт Лейк Голден Іглс», «Цинциннаті Циклонес», «Мілвокі Едміралс», «Таллахассі Тайгер Шаркс» та «Нью-Мексико Скорпіонс». У сезоні 1998/99 Лоренц перейшов до німецького клубу «Адлер Мангейм», у складі якого став чемпіоном Німеччини. Два сезони відіграв за клуби Британської елітної ліги «Ноттінгем Пантерс» та «Ньюкасл Вайперз».

## Нагороди та досягнення
- 1989 Трофей Дела Вілсона — найкращий воротар ЗХЛ
- 1999 чемпіон Німеччини у складі «Адлер Мангейм».